# نادي دار الشفقة لكرة السلة
نادي دار الشفقة لكرة السلة (بالتركية: Darüşşafaka SK)‏ هو فريق كرة سلة تركي للمحترفين تأسس في سنة 1951 يقع مقره في إسطنبول ويدربه ديفيد بلات. ينافس في الدوري التركي لكرة السلة والدوري الأوروبي لكرة السلة.

## الإنجازات
- كأس تركيا لكرة السلة
  - الوصافة (2): 2002، 2016
- الدوري التركي لكرة السلة الدرجة الثانية
  - البطولة (1): 2014

## أبرز اللاعبين
من أبرز اللاعبين الذين لعبوا معه:
- أسي إيرل
- جيرماريو دافيدسون
- جوردان فارمر
- لامونت ستروثيرس
- مارتي ليونين
- مايكل أنسلي
- مايك جونز
- كوينسي دوبي
- ريتشي فراهم
- شون غرين

## أبرز المدربين
من أبرز المدربين الذين دربوه:
- أورهون إيني

## وصلات خارجية
- الموقع الرسمي